# Cachupa

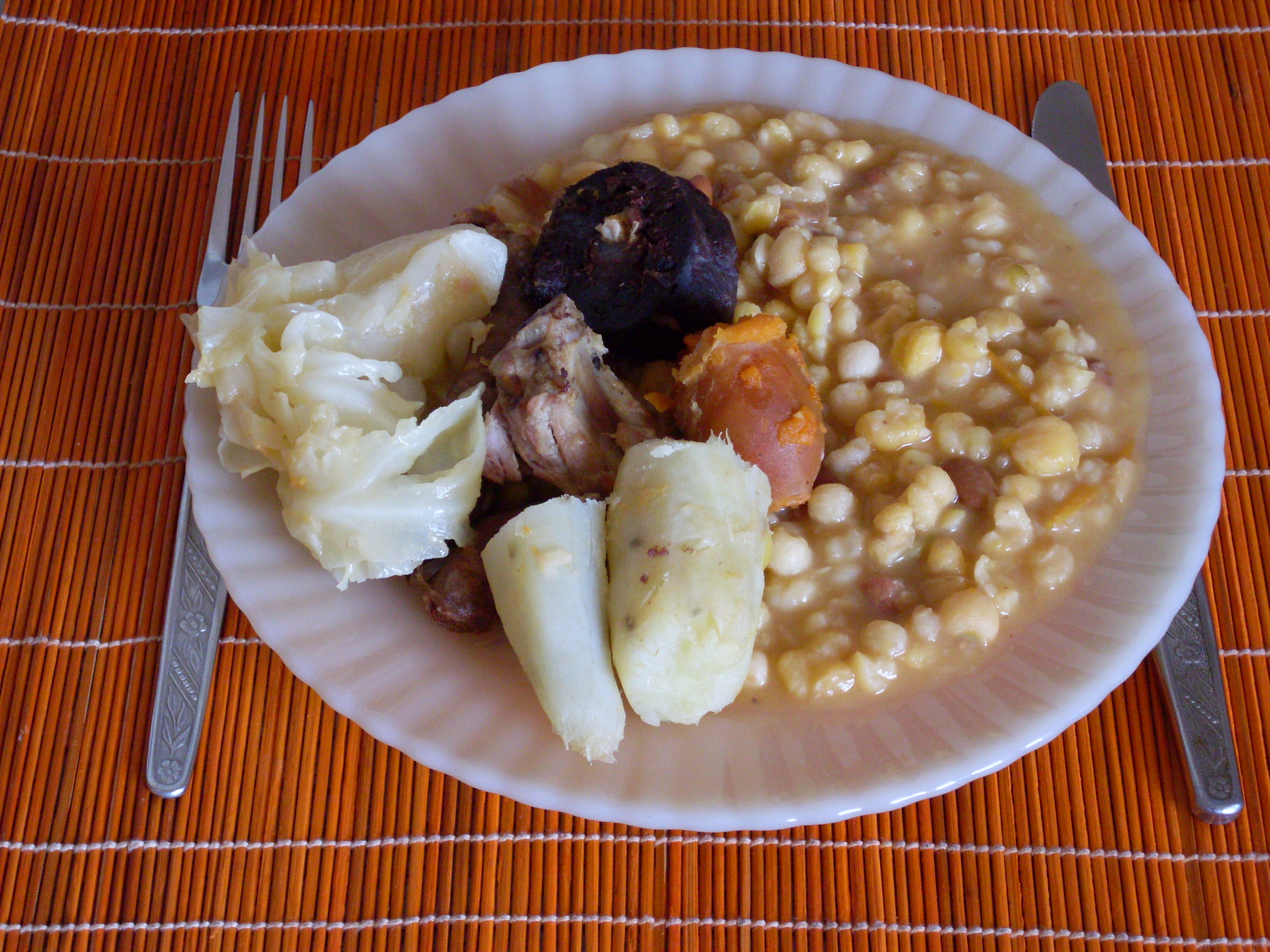
Um prato de cachupa.

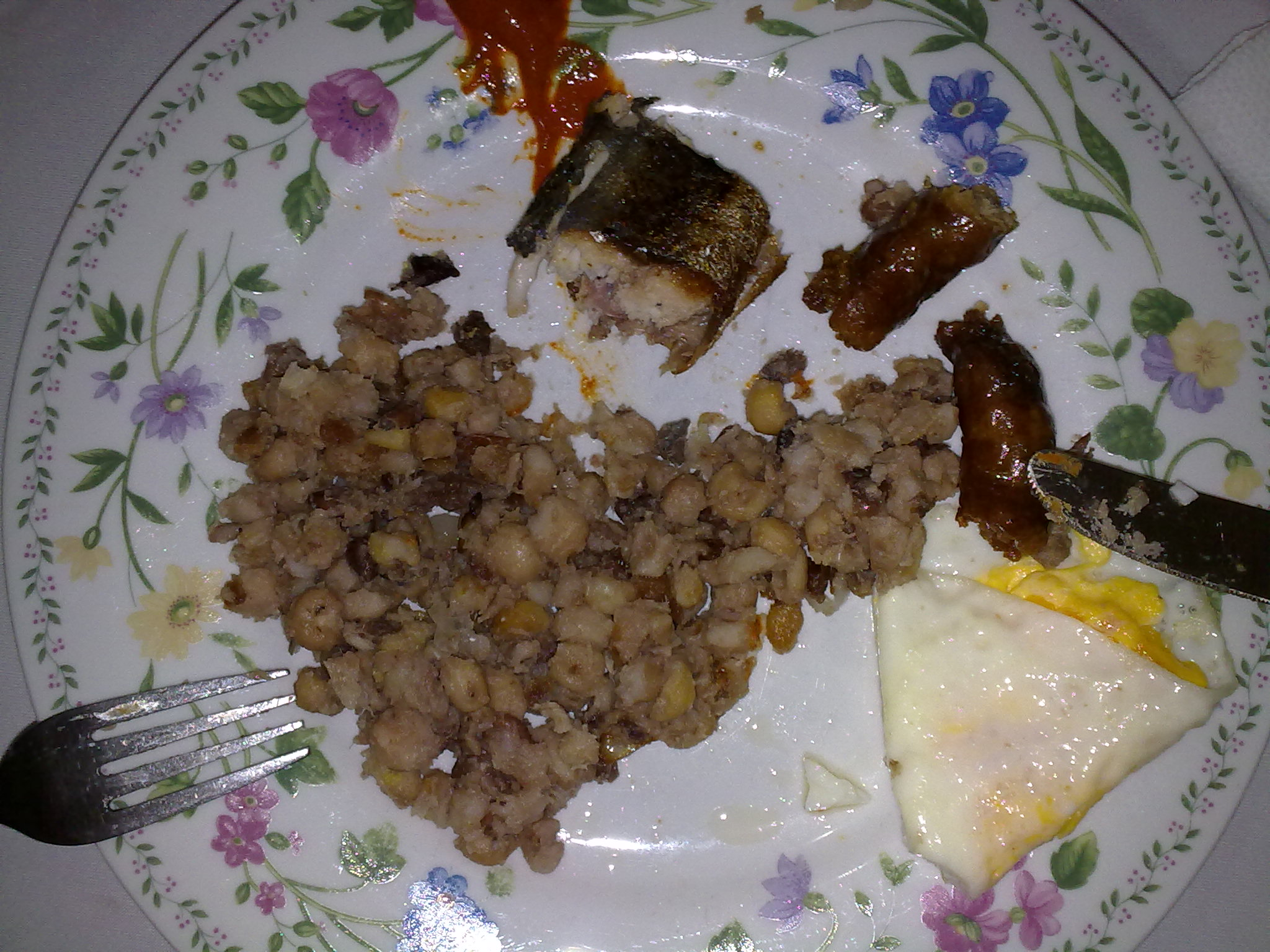
Cachupa frita, também chamada de cachupa guisada, variante frequentemente consumida como pequeno-almoço.

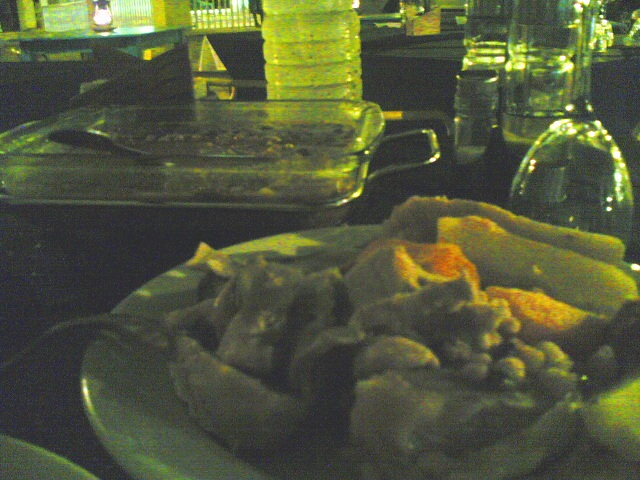
Cachupa rica em duas travessas: uma para o feijão e o milho, outra para a carne, o peixe e os legumes cozidos.

Cachupa é um prato típico da gastronomia de Cabo Verde. Distingue-se entre cachupa rica (elaborada com vários tipos de carne), e cachupa pobre (feita com peixe).
Para além da carne ou do peixe, a cachupa é elaborada com feijão e milho estufados, servidos, por vezes, separados dos legumes cozidos. Entre estes últimos podem contar-se a batata cozida e a banana cozida. A carne e o peixe podem também ser servidos separados com dos legumes cozidos.

## Cachupa frita
Quando a cachupa é deixada sem o caldo de um dia para o outro e é, depois, aquecida e refogada numa frigideira, o prato resultante é conhecido como cachupa frita, cachupa refogada ou cachupa guisada.
Esta cachupa pode ser servida como pequeno-almoço, com ovo estrelado e linguiça.
É ainda possível encontrar a cachupa refogada servida com peixe frito.
Há no Nordeste do Brasil dois pratos semelhantes, o Pintado (Sertão do Piauí e Pernambuco), similar no uso de feijão, milho e carnes. E o Munguzá, que usa apenas milho em seu preparo.